# Ministry of Housing and Urban Development
Das Ministry of Housing and Urban Development (HUD) ist ein Ministerium und Public Service Department (Behörde des öffentlichen Dienstes) in Neuseeland, das für das Wohnungswesen und die Stadtentwicklung im Lande zuständig ist.

## Geschichte
Das Ministerium wurde am 1. Oktober 2018 gegründet und übernahm damit ausgegliederte Funktionen aus dem Ministry of Business, Innovation & Employment, dem Ministry of Social Development sowie das Monitoring von Kāinga Ora – Homes and Communities und der Tāmaki Redevelopment Company, das zuvor beim Finanzministerium angesiedelt war, das sich in Neuseeland The Treasury nennt.

## Minister
Unter der Regierung der New Zealand Labour Party wurde das Ministerium von zwei Ministern geführt, dem Minister of Housing und dem Minister for Urban Development. Seit der Regierung unter der New Zealand National Party, die am 27. November 2023 ihr Amt antrat, entfiel das letztgenannte Ministeramt.

## Aufgaben und Ziele
Das Ministry of Housing and Urban Development leitet das neuseeländische Entwicklungsprogramm für das Wohnungswesen und für die Stadtentwicklung. Das Ziel, das sich das Ministerium gesetzt hat, ist florierende Gemeinden zu schaffen, in denen jeder seinen Wohnort als eine Heimat begreifen kann.
Dafür setzt sich das Ministerium für die Schaffung von mehr Sozialwohnungen und Übergangswohnungen ein und für Maßnahmen zur Bekämpfung der Obdachlosigkeit. Des Weiteren arbeitet das Ministerium daran, das Angebot an Wohnungen für angehende Hausbesitzer zu verbessern und die Qualität und Sicherheit von Mietwohnungen für Mieter zu erhöhen. Auch hat sich das Ministerium zum Ziel gesetzt, dass Stadtentwicklungsprojekte schneller realisiert werden können.